# Something Kinda Ooooh
Something Kinda Ooooh – pierwszy singel zespołu Girls Aloud z płyty Greatest Hits – „The Sound of Girls Aloud”. Został wydany 23 października 2006.

## Listy przebojów
| Chart (2006)              | Peak position |
| ------------------------- | ------------- |
| UK Singles Chart          | 3             |
| Irish Singles Chart       | 7             |
| Eurochart Hot 100 Singles | 24            |
| UK Top 40 Singles of 2006 | 36            |
| Poland Singles Chart      | 37            |
| Mexican Top 100           | 93            |